# Gru, el meu dolent preferit
Gru, el meu dolent preferit (títol original en anglès, Despicable Me) és una pel·lícula d'animació en 3D del 2010 produïda per Universal Pictures i Illumination Entertainment. Aquesta pel·lícula ha estat doblada i subtitulada al català.
La història tracta sobre un home anomenat Gru que pretén ser superdolent i vol demostrar-ho robant la lluna. Tanmateix, en aquest pla no té en compte els sentiments que li desperten els tres orfes que hereta i que li ensenyaran que ser un dolent no vol dir precisament ser dolent.
La pel·lícula va ser nominada, entre altres premis, als Globus d'Or del 2011 com a millor pel·lícula d'animació. El 2013 se n'estrenà una seqüela, Gru 2, el meu dolent preferit. El 2022 se n'ha estrenat un esqueix, centrat en els personatges dels Minions, titulat Minions: L'origen de Gru i també doblada al català

## Repartiment
| Personatge    | Veu original en anglès | Doblatge al català |
| ------------- | ---------------------- | ------------------ |
| Gru           | Steve Carell           | Pep Anton Muñoz    |
| Vector        | Jason Segel            | Luis Posada        |
| Dr. Nefario   | Russell Brand          | Òscar Barberan     |
| Mare d'en Gru | Julie Andrews          | María Luisa Solá   |
| Sr. Perkins   | Will Arnett            | Jaume Comas        |
| Srta. Hattie  | Kristen Wiig           | Roser Aldabó       |
| Margo         | Miranda Cosgrove       | Paula Ribó         |
| Edith         | Dana Gaier             | Núria Trifol       |
| Agnes         | Elsie Fisher           | Rosa Pastó         |
| Firaire       | Jack McBrayer          | Xavier Cassan      |
| Fred McDade   | Danny McBride          | Amadeu Aguado      |
| Turista       | Mindy Kaling           | Alba Solá          |
| Presentador   | Ken Jeong              | Ramon Canals       |

## Premis i nominacions
La cinta va ser nominada a diversos premis cinematogràfics, entre els quals destaquen:
- Globus d'Or a la millor pel·lícula d'animació
- BAFTA a la millor pel·lícula d'animació
- Satellite Award a la millor pel·lícula d'animació

## Seqüeles
La pel·lícula ha tingut dues seqüeles: Gru 2, el meu dolent preferit i Gru 3, el meu dolent preferit. També se n'estrenà un spin-off i preqüela el 2015, titulat Els Mínions. El 2022 es va estrenar Minions: L'origen de Gru.